# Edward Uściński

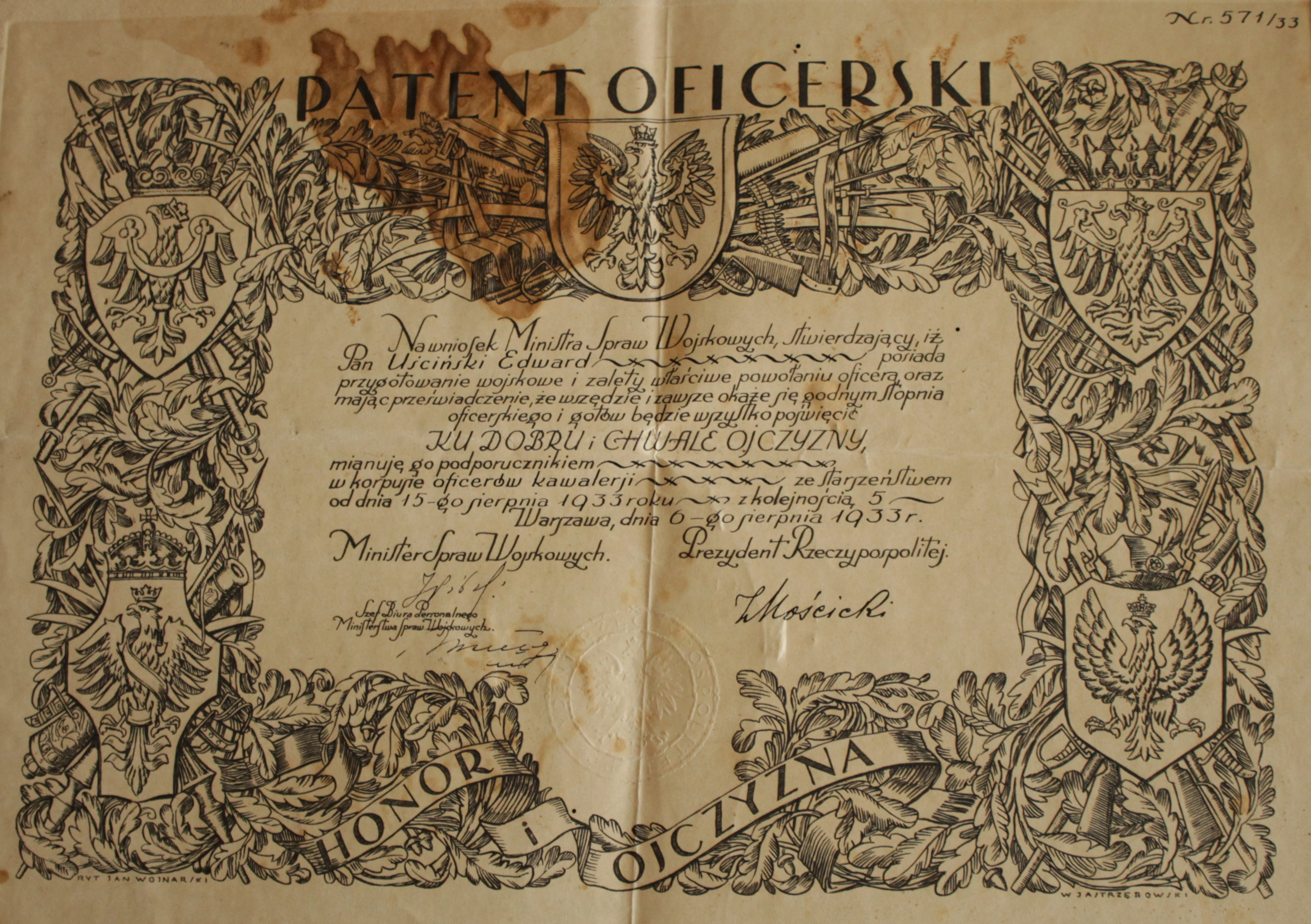
Patent oficerski Edwarda Uścińskiego wystawiony w dniu 6 sierpnia 1933

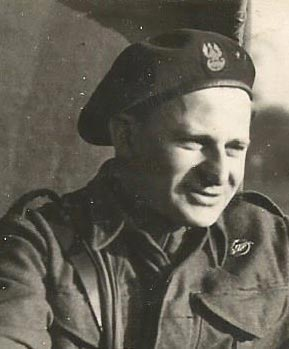
Porucznik broni pancernych Edward Uściński

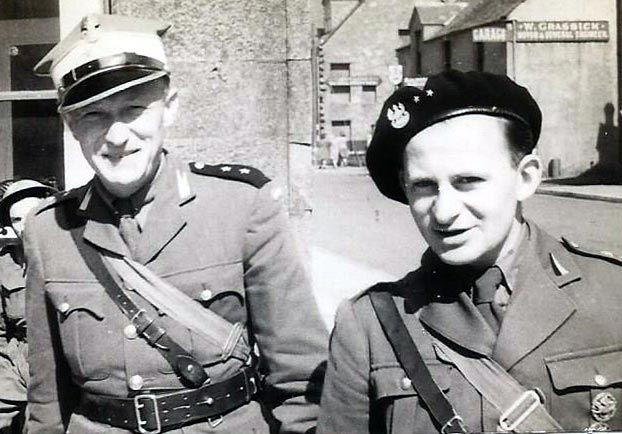
Por. Edward Uściński (stoi z prawej) w Szkocji - rok 1941

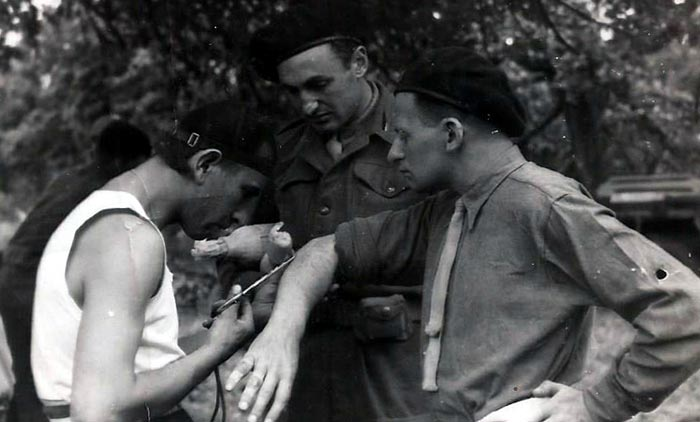
Kapitan Edward Uściński opatrywany po walkach o „Maczugę”

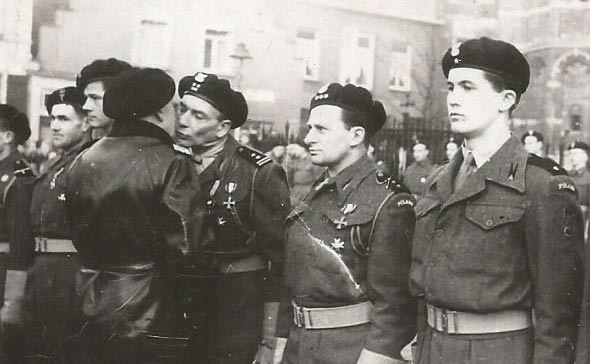
Kpt. Edward Uściński (drugi od prawej) oczekuje na dekorację Krzyżem Srebrnym Orderu Virtuti Militari. Generał Stanisław Maczek przypina order dowódcy 2 pułku pancernego ppłk. Stanisławowi Koszutskiemu (Belgia, grudzień 1944)

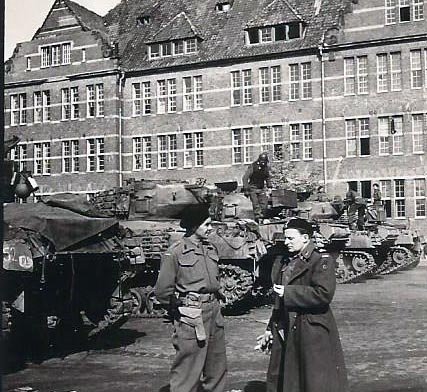
Major Edward Uściński (z prawej) w Wilhelmshaven (1945)

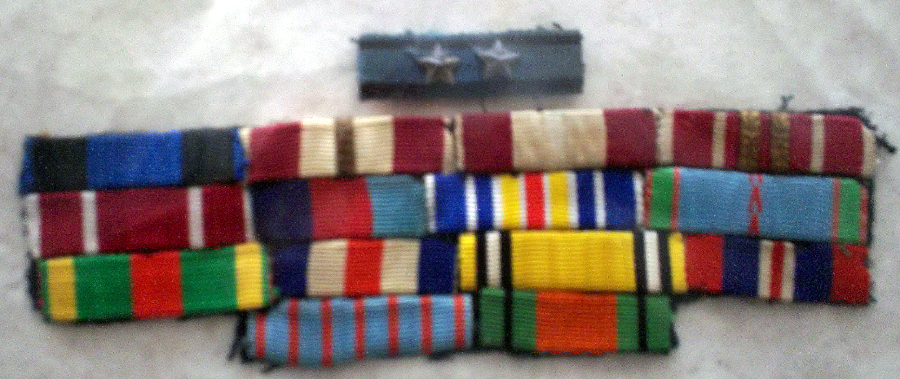
Baretki odznaczeń ppłk. Edwarda Uścińskiego

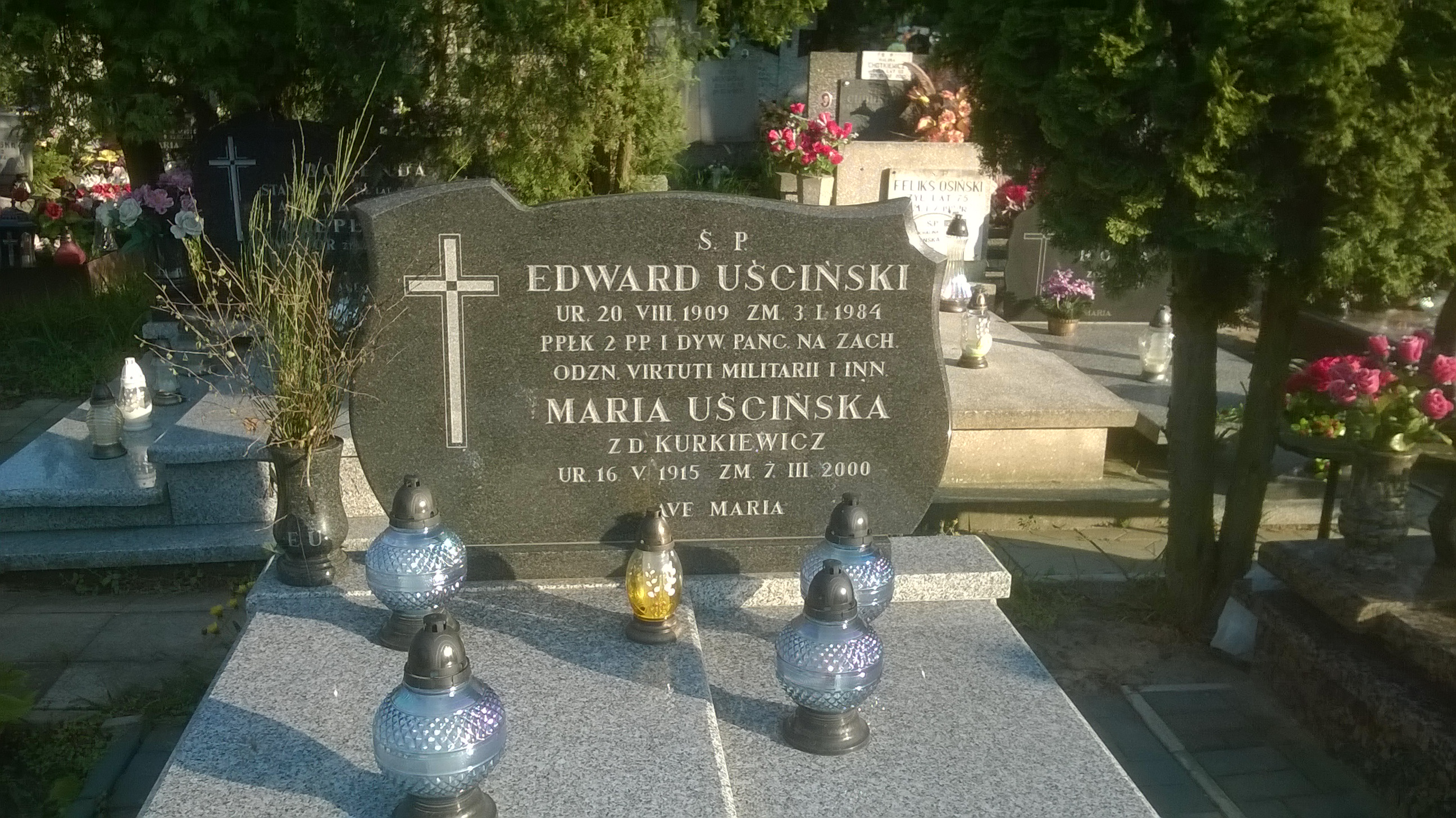
Grób Edwarda Uścińskiego na włocławskim cmentarzu

Edward Uściński (ur. 20 sierpnia 1909 w Guzowie, zm. 3 stycznia 1984 we Włocławku) – porucznik broni pancernych Wojska Polskiego II RP, major broni pancernych Polskich Sił Zbrojnych, kawaler Krzyża Srebrnego Orderu Wojennego Virtuti Militari, przez władze RP na uchodźstwie awansowany do stopnia podpułkownika.

## Życiorys
Urodzony w miejscowości Guzów (województwo warszawskie). Syn Edwarda (lekarza fabrycznego) i Jadwigi. Ukończył Gimnazjum Państwowe im. Lelewela w Warszawie, uzyskując w roku 1929 świadectwo maturalne. Następnie rozpoczął studia na Wydziale Rolnym Szkoły Głównej Gospodarstwa Wiejskiego w Warszawie. W sierpniu 1930 r. został powołany do czynnej służby wojskowej w grudziądzkiej Szkole Podchorążych Rezerwy Kawalerii (V rocznik, 1930–1931). Po odbyciu służby czynnej wstąpił do Szkoły Podchorążych Kawalerii.
W Szkole Podchorążych Kawalerii kształcił się w okresie od dnia 15 października 1931 r. do dnia 15 sierpnia 1933 roku. Ukończył ją z wynikiem celującym i lokatą 4/75 (absolwent X promocji im. Bitwy Ostrołęckiej). W dniu 5 sierpnia 1933 roku prezydent RP Ignacy Mościcki mianował go podporucznikiem ze starszeństwem z dniem 15 sierpnia 1933 roku i 5. lokatą w korpusie oficerów kawalerii, a minister spraw wojskowych wcielił do 1 pułku strzelców konnych w Garwolinie.
Podporucznik Edward Uściński brał udział w zawodach konnych o Mistrzostwo Wojska, odbywających się w okresie od 25 do 28 lipca 1935 r. w Suwałkach. Startując na koniu „Zefir” zajął w tych zawodach 54. miejsce indywidualnie oraz IV miejsce zespołowo wraz z drużyną 1 pułku strzelców konnych. Rok później zawody te odbyły się w Łucku w dniach od 23 do 26 lipca. Porucznik Uściński startował w nich na klaczy „Wierna”, która nie została przez jury dopuszczona do czwartej próby (skutkiem tego por. Uściński nie był klasyfikowany indywidualnie, a reprezentacja 1 psk – drużynowo). Przy 1 pułku strzelców konnych działał klub sportowy, w którym zorganizowano (w 1934 roku) sekcję piłki nożnej. Jej kierownikiem został ówczesny podporucznik Edward Uściński.
Awansowany do stopnia porucznika został ze starszeństwem z dniem 1 stycznia 1936 roku oraz 27. lokatą w korpusie oficerów kawalerii. Do końca września 1936 r. zajmował stanowisko dowódcy plutonu w 1 pułku strzelców konnych, po czym został skierowany na VIII-my 11 miesięczny Kurs Aplikacyjny na Oficerów Broni Pancernych do modlińskiego Centrum Wyszkolenia Broni Pancernych. Kurs ten, trwający w okresie od dnia 17 listopada 1936 r. do dnia 12 października 1937 r., ukończył z wynikiem pomyślnym, otrzymując stosowne zaświadczenie z rąk komendanta CWBPanc. – ppłk. dypl. Jerzego Levittoux. Następnie przeniesiony został z korpusu oficerów kawalerii do korpusu oficerów broni pancernych. 
Do wybuchu II wojny światowej pełnił służbę w Szkole Podchorążych Broni Pancernych, w której był dowódcą plutonu podchorążych służby stałej, zastępcą dowódcy plutonu podchorążych rezerwy oraz instruktorem (na dzień 23 marca 1939 r. piastował stanowisko oficera strzeleckiego w 2 kompanii podchorążych rezerwy tejże szkoły). W marcu 1939 roku zajmował 7. lokatę wśród poruczników korpusu oficerów broni pancernych w swoim starszeństwie (z dnia 1 stycznia 1936 roku). 
Wziął udział w wojnie obronnej 1939 roku, uniknął niewoli i 28 września na rozkaz przełożonych przekroczył granicę polsko-węgierską. Został internowany w obozie Vác koło Budapesztu, skąd uciekł. W ambasadzie RP w Budapeszcie otrzymał paszport na „lewe” nazwisko oraz wizę i koleją przez Jugosławię i Włochy dotarł do Francji. Z dniem 7 października 1939 r. wstąpił do formowanych na terenie Francji Polskich Sił Zbrojnych. Po upadku Francji przedostał się w czerwcu 1940 r. do Anglii (od dnia 29 czerwca 1940 r. pełnił już służbę w polskich oddziałach na terenie Wielkiej Brytanii). W dniu 18 marca 1943 r. został skierowany na IV trzytygodniowy Kurs Taktyczny Broni Pancernej dla polskich oficerów sztabowych zorganizowany w Officers Tactical School RAC Oxford (tam bowiem została w 1942 r. przeniesiona brytyjska szkoła wojsk pancernych). Po ukończeniu kursu został awansowany do stopnia kapitana (rozkaz NW L.2500/Tjn.Pers.43).
Od momentu przedarcia się do Francji Edward Uściński pełnił służbę w 2 batalionie czołgów (jednostka ta powstała 29 stycznia 1940 r. we francuskim Camp de Coëtquidan, w roku 1941 stacjonowała w szkockim Blairgowrie)), 1 pułku czołgów (istniejącym w Szkocji od 01.10.1940 r. do 19.09.1941 r.; w listopadzie 1940 r. został kierownikiem sekcji piłki nożnej klubu sportowego „Pancerni” działającego w 2 batalionie czołgów 1 pułku czołgów), 66 batalionie czołgów (powstałym po przeformowaniu 1 pułku czołgów i wchodzącym w skład 16 Brygady Czołgów) oraz w 2 pułku pancernym (powstałym 13 sierpnia 1942 roku w wyniku przeformowania 66 batalionu czołgów z 16 Brygady Czołgów).
Podczas inwazji aliantów we Francji walczył w składzie 1 Dywizji Pancernej gen. Stanisława Maczka, jako dowódca 1 szwadronu pancernego w 2 pułku pancernym (szwadron ten podczas przełamywania obrony niemieckiej pod Caen, w dniu 8 sierpnia 1944 r., walczył w szpicy czołowej I rzutu polskiej dywizji i poniósł dotkliwe straty). Jego szlak bojowy wiódł przez Francję, Belgię, Holandię do Niemiec (brał udział w walkach o grzbiet „Maczuga”). W uznaniu czynów męstwa i odwagi w czasie  walk pościgowych od Sekwany do Gandawy, za walki o Gandawę – Hulst – Terneuzen, oraz za obronę rejonu Alfen w 1944 r. – prezydent RP odznaczył kapitana Edwarda Uścińskiego Orderem Wojennym Virtuti Militari kl. 5 (zarządzenie L.dz. 1231/GNW/44 z dnia 7 grudnia 1944 r., nadanie ogłoszono w londyńskim Dzienniku Personalnym Naczelnego Wodza i Ministra Obrony Narodowej Nr 6 z dnia 30 grudnia 1944 r.). Dwukrotnie ranny w czasie walk – w dniach 18 i 20 sierpnia 1944 r. Z dniem 28 października 1944 r. dowódca 2 pułku pancernego – ppłk Stanisław Koszutski – został oddelegowany do Wielkiej Brytanii celem pełnienia obowiązków komendanta kursu pancernego w Centrum Wyszkolenia Pancernego i Technicznego. Wówczas obowiązki dowódcy 2 pułku panc. przejął jego etatowy zastępca dowódcy – kapitan Uściński. W dniu 1 lutego 1945 roku Edward Uściński, w uznaniu zasług bojowych, został mianowany do stopnia majora. Do kwietnia 1947 r. pełnił służbę okupacyjną na terenie Niemiec (jako zastępca dowódcy 2 pułku pancernego), a następnie przez okres czterech miesięcy zajmował stanowisko dowódcy ośrodka demobilizacyjnego. Dnia 8 sierpnia 1947 r. powrócił do Polski razem z ostatnim transportem zdemobilizowanych żołnierzy i kadrą ośrodka (w dniu 13.08.1947 r. przybył do Szczecina). W latach późniejszych został przez władze Rządu Rzeczypospolitej Polskiej na uchodźstwie awansowany do stopnia podpułkownika broni pancernych.
Po powrocie do kraju, jako przedwojenny oficer i żołnierz generała Maczka, doświadczał licznych szykan i kłopotów. Był członkiem Polskiej Partii Socjalistycznej, a po jej zjednoczeniu z Polską Partią Robotniczą – członkiem PZPR, z której został usunięty w 1951 roku jako były oficer zawodowy. W tym też roku zamieszkał wraz z żoną we Włocławku. Pracował w cukrowni Guzów, warszawskim „Motozbycie” (kierownik działu technicznego), Państwowej Centrali „Las” (dyrektor ekspozytury w Słupsku i w Szczecinie), Spółdzielni Przemysłu Ludowego i Artystycznego (kierownik działu ekonomicznego), Miejskim Przedsiębiorstwie Gospodarki Komunalnej we Włocławku (kierownik sekcji ekonomicznej), Prezydium Miejskiej Rady Narodowej we Włocławku (starszy planista, kierownik Wydziału Gospodarki Komunalnej i Mieszkaniowej), ponownie w Miejskim Przedsiębiorstwie Gospodarki Komunalnej (dyrektor), Miejskim Przedsiębiorstwie Komunikacyjnym we Włocławku (dyrektor od dnia 1 stycznia 1961 r.) oraz Przedsiębiorstwie Budownictwa Rolniczego we Włocławku.
Edward Uściński był aktywnym działaczem sportowym na terenie Włocławka. Pełnił między innymi funkcje: wiceprezesa Okręgowego Związku Piłki Nożnej we Włocławku, działacza Terenowego Koła Sportowego „Sparta” oraz klubów „Zryw”, „Spójnia” i „Sparta”. Przez okres dwudziestu lat (1954–1974) zasiadał w zarządzie Klubu Sportowego „Kujawiak” (aż do rozwiązania tego klubu). Przyczynił się w znacznej mierze do odrodzenia „Kujawiaka” w roku 1983. W klubie tym zajmował stanowiska: kierownika sekcji piłki nożnej, wiceprezesa do spraw piłki nożnej i prezesa klubu. Za swą działalność na polu sportu otrzymał, między innymi, srebrną i złotą odznaki Polskiego Związku Piłki Nożnej.
We wrześniu 1973 r. podpułkownik Uściński przebywał wraz z żoną w szkockim Edynburgu, na zjeździe byłych żołnierzy 2 pułku pancernego.

## Rodzina
Żonaty był z Marią z domu Kurkiewicz (ur. 16.05.1915 r., zm. 07.03.2000 r.), z którą miał trzy córki. Przyszłą żonę, sanitariuszkę Armii Krajowej z powstania warszawskiego, poznał w wyzwolonym przez pododdziały 1 Dywizji Pancernej obozie Oberlangen (stalag VI C). Edward Uściński miał dwie siostry: Marię i Wandę – studentkę medycyny, żołnierza AK, poległą w powstaniu warszawskim w dniu 8 sierpnia 1944 r. 
Podpułkownik Edward Uściński zmarł w dniu 3 stycznia 1984 roku we Włocławku i pochowany został na tamtejszym Cmentarzu Komunalnym – sektor 107, rząd 2, grób 22.

## Awanse
- podporucznik (15.8.1933)[28]
- porucznik (1.1.1936)[12]
- kapitan (10.10.1943)[4]
- major (1.2.1945)[4]
- podpułkownik (awansowany przez władze RP na uchodźstwie)[2]

## Ordery i odznaczenia
- Odznaka za Rany i Kontuzje – dwukrotnie[29]
- Krzyż Srebrny Orderu Wojennego Virtuti Militari[30][31][32] nr 10527[33]
- Krzyż Walecznych – dwukrotnie[34][35][36]
- Medal Wojska – trzykrotnie[4][37][38]
- Medal Zwycięstwa i Wolności 1945
- Gwiazda za Wojnę 1939–1945 – odznaczenie brytyjskie[29]
- Gwiazda Francji i Niemiec – odznaczenie brytyjskie[29][39]
- Medal Obrony – odznaczenie brytyjskie[29]
- Medal Wojny 1939–1945 – odznaczenie brytyjskie[29]
- Krzyż Kombatanta-Ochotnika – odznaczenie francuskie[29][40]
- Krzyż Kombatanta – odznaczenie francuskie[29]
- Medal Pamiątkowy Wojny 1939–1945 – odznaczenie francuskie[29]
- Medal Rannych na Wojnie – odznaczenie francuskie[29]
- Medal Pamiątkowy za Wojnę 1940–1945 – odznaczenie belgijskie[29]
- Odznaka Pamiątkowa 2 Pułku Pancernego[41]
- Odznaka Pamiątkowa 16 Brygady Pancernej „Smok”[42]
- Odznaka Pamiątkowa „Krzyż 1 Dywizji Pancernej”[43]
- Odznaka Grunwaldzka
- Odznaka 1000-lecia Państwa Polskiego
- Brązowa Odznaka „Zasłużony Działacz LOK”
- Srebrna Odznaka Polskiego Związku Piłki Nożnej
- Złota Odznaka Honorowa Polskiego Związku Piłki Nożnej
- Odznaka „100-lecia Sportu Polskiego”
- Złota Odznaka „Za zasługi dla województwa włocławskiego”
- Złota Odznaka za zasługi położone w rozwoju sportu i wychowania fizycznego Federacji Sportowej „SPARTA”
- Honorowa Odznaka Okręgowego Związku Piłki Nożnej we Włocławku
- Złota Odznaka Honorowa Okręgowego Związku Piłki Nożnej w Koninie
- Jubileuszowa Odznaka 50-lecia Bydgoskiego Związku Piłki Nożnej
- Złota Odznaka „Zasłużony Działacz Kultury Fizycznej”
- Srebrna Odznaka „Zasłużony Działacz Kultury Fizycznej”
- Odznaka Prezydium Miejskiej Rady Narodowej we Włocławku „Za zasługi dla rozwoju miasta”